# 魔術師 (タロット)

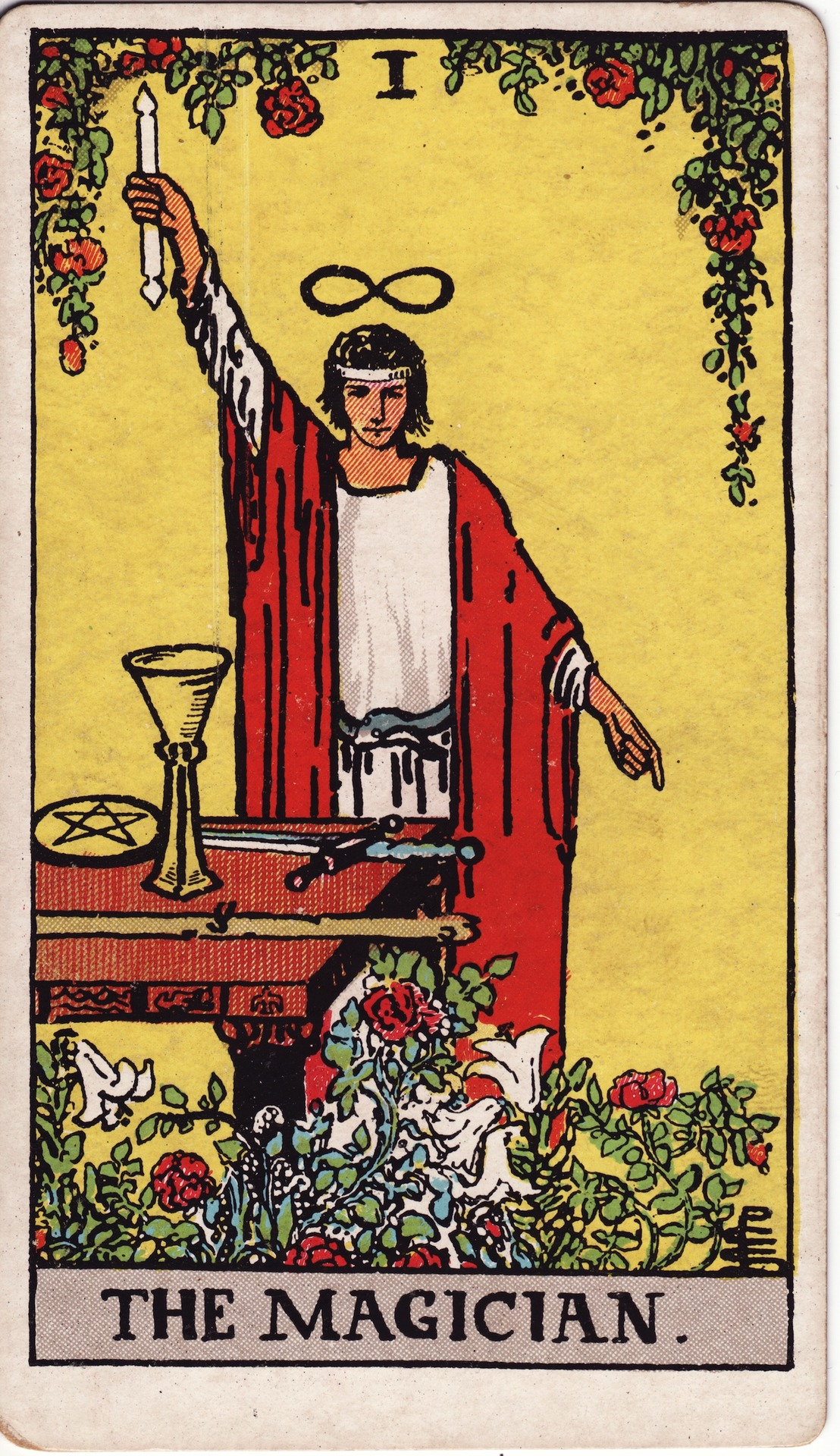
ウェイト版タロットの魔術師

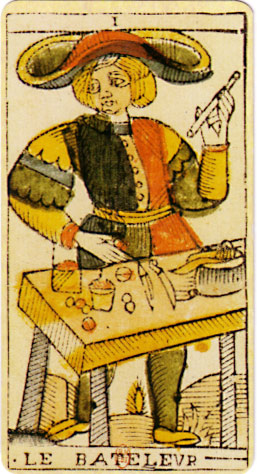
マルセイユ版タロットの魔術師

魔術師（まじゅつし、英: The Magician、仏: Le Bateleur）は、タロットの大アルカナに属するカードの1枚。日本語では奇術師や手品師、英語ではThe MagusやThe Jugglerとも呼ばれる事がある。
カード番号は「1」。次のカードは「2. 女教皇」で、ウェイト版など一部のタロットにおける前のカードは「0 愚者」。

## カードの意味
正位置の意味
起源、可能性、機会、才能、チャンス、感覚、創造。
逆位置の意味
混迷、無気力、スランプ、裏切り、空回り、バイオリズム低下、消極性。
アーサー・エドワード・ウェイトのタロット図解における解説では「意志・手腕・外交」を意味するとされる。

## カバラとの関係
ヘブライ文字はベート（ב）、ただし複数の異説がある。また「黄金の夜明け団」の説ではケテルとビナーのセフィラを結合する経に関連付けられている。

## 占星術との対応
以下のような諸説がある。
- 星座：白羊宮説、金牛宮説、獅子宮説
- 惑星：太陽説、水星説、「水星+天王星」説[2]

## 寓画の解釈
マルセイユ版タロットなどの伝統的なものでは、描かれている姿は奇術を行う大道芸人であった。マルセイユ版の魔術師（奇術師）ではかなり胡散臭い人物が描かれている。先端が金色の巻き髪に異様な形の帽子をかぶって派手な衣装に身を包み、右手はコインをいじくり左手でステッキ（棍棒）をくるくると回している。また、この男が立っている場所は原っぱであり、今にも壊れてしまいそうな3本足のテーブルの上に雑多な道具を引っ張り出して、ステージを開いている。テーブルの上にはナイフや数枚のコイン、賭博などもやるのだろうかサイコロとコップなどが並べられ、それらが入っていたと思われるカバンも置かれている。カバンからは布のようなものが飛び出し、中にまだ何か入っているらしいことを伝えている。このテーブルの上に並べられた如何わしげな道具類の一部と、魔術師（奇術師）の掲げる杖は、それぞれ小アルカナのスート（剣・杖・カップ・コイン）に相当する。この内の「杖」を魔術師（奇術師）が左手に掲げていることは、象徴学的側面から彼に備わった「力」が勉学や修行によってもたらされたものでは無く、無意識的に、生まれつき備えられた「力」であると解釈される。対して右手で捏ね繰り回すコインは、常に人の世についてまわる「お金」を象徴し、この人物の意識的な部分が文字通り「商売」へと向いていると解釈される。またサイコロは、6面に記された数字の和が「21」であることは、大アルカナに居並ぶ各カードに付記される数字の最大数であると同時に、（マルセイユ版では）数字を持たない愚者を除いた枚数と一致する。これらの品々が並ぶテーブルは四角形（四つ目の角はやはり隠されているものの、一般的に四角形と見られる）であるものの、テーブルの足は3本と奇妙な描かれ方をしている。このテーブルが3本足であることについては諸説存在するが、代表的なものとして、三次元と四次元、三位一体と四位一体、第四のものは常に隠されるといった神秘思想・秘教原理、等といった事柄と関連付けて解釈が行われる。また、この魔術師（奇術師）の奇抜な衣装は見る者に胡散臭い印象を与えるが、愚者のようにおよそ規則性の感じられないものではない。その衣装には一分の乱れも見られず、配色は左右非対称になるよう対照的に構成されている。即ち、この人物はこういった奇抜な衣装を身に着けることによって意図的に自らの能力を覆い隠し、大衆を欺く計算高い人物であることを窺い知ることが出来る。現にこの人物は身体を右（象徴として未来）に向けながらも左（同様に過去）を振り返り反省することを忘れない。この魔術師（奇術師）は、その外見的特徴やトリックを行う職業柄などから愚者などのトリックスターと比較・照合されることがあるが、彼のトリックは失敗の許されない仕事であり、計算された上でのものであり、作品であり、芸術である。故に彼は様々な奇跡を起こし万能の神のごとく立ち振る舞い観客を驚かせるが、あくまでステージの上に限定される。補足として、この人物の両足の間から伸びる一際目立つ1枚の葉っぱは生命力の象徴であり、この後20枚続くカードの始まりたる「1」そのものであり、男根である。
黄金の夜明け団ではより神秘的に解釈され絵柄もそれに準拠したものへと変更された。同団のデザインによる黄金の夜明け団タロットでは祭壇上に祭具を献納する術士が描かれており、「力の術士 (Magus of Power)」という称号を与えられている。これは精神によって統御される元素力の結合と均衡を表す。ウェイトのデザインによるウェイト版タロットでは、聖衣を身にまとった若い魔術師が描かれている。頭上の「∞」は「三位一体」を、腰帯は自らの尾を食する大蛇ウロボロスを象徴しており、共に無限性・永劫性を表す。魔術師が天上に掲げる聖杖と大地を示す指は万能の神の力を地上に降ろすことを意味する。テーブルの上に置かれている剣（ソード）・杖（ワンド）・杯（カップ）・護符（ペンタクル）は小アルカナを構成するスートであり、四大元素との接触・交信を象徴する。